# 도프 (밴드)
도프(Dope)는 미국의 메탈 밴드이다. 1997년 결성되었다.